# Ongar (Dublino)
Ongar è un sobborgo di Dublino situato nel distretto postale 15. Nei pressi si trovano il Phoenix Park, il principale parco urbano di Dublino; il National Aquatic Centre e numerosi campi da golf (Westmanstown, Luttrelstown Castle, Parco Elm, Hermitage e Castleknock). Poco distanti vi sono diverse scuole primarie e secondarie, tra le quali la Hansfield Castaheany Primary School, la St. Benedict's Primary School, il Castleknock College, la Mount Sackville Secondary School e l'Institute of Technology Blanchardstown.

## Storia
Sviluppatosi come area residenziale a partire dal 2001 comprende a nord l'ex cittadina rurale di Castaheany, mentre a sud Hansfield o Phibblestown. 
Due chilometri a nord, al confine con la contea di Meath, vi sono il villaggio di Clonee, ad est Clonsilla, e il centro commerciale Blanchardstown a circa tre chilometri.

## Accessi
A nord si trova lo svincolo di Littlepace situato sulla strada nazionale N3. A sud si trova il Royal Canal. L'accesso pedonale al sobborgo da nord è possibile attraverso Castaheany, dove sono stati preservati il viale alberato, la casa e il giardino recintato di Phibblestown. Ongar è servito dalle linee di autobus 39 e 39A provenienti dal centro città.